# West of Scotland Championships 2024
Die West of Scotland Championships 2024 im Badminton fanden vom 12. bis zum 13. Oktober 2024 in Glasgow statt.

## Sieger und Platzierte
| Disziplin    | Gold                           | Silber                      | Bronze                       |
| ------------ | ------------------------------ | --------------------------- | ---------------------------- |
| Herreneinzel | Ciar Pringle                   | Angus Meldrum               | Finlay Jack                  |
| Herreneinzel | Ciar Pringle                   | Angus Meldrum               | James Robertson              |
| Dameneinzel  | Abbie Brooks                   | Vibha Raman                 | Pranavi Singh                |
| Dameneinzel  | Abbie Brooks                   | Vibha Raman                 | Sophie Ford                  |
| Herrendoppel | Calum Flockhart Zheng Wei Wong | Callum Crangle Josh Taylor  | Glen Lewington Ciar Pringle  |
| Herrendoppel | Calum Flockhart Zheng Wei Wong | Callum Crangle Josh Taylor  | Ganesh Balaji Angus Meldrum  |
| Damendoppel  | Holly Newall Toni Woods        | Wen Jun Cheah Jane Yi Chiam | Emma Donald Adele Leroy      |
| Damendoppel  | Holly Newall Toni Woods        | Wen Jun Cheah Jane Yi Chiam | Jody Barral Frances Mclure   |
| Mixed        | Zheng Wei Wong Wen Jun Cheah   | Josh Taylor Katie Stewart   | Euan Campbell Lanna Campbell |
| Mixed        | Zheng Wei Wong Wen Jun Cheah   | Josh Taylor Katie Stewart   | Mark Law Jody Barral         |